# Шипицыно (Вельский район)
Шипицыно — деревня в Вельском районе Архангельской области России. Входит в состав Пуйского сельского поселения.

## География
Деревня находится в южной части Архангельской области, в таёжной зоне, в пределах северной части Русской равнины, на левом берегу реки Ваги, на расстоянии примерно 48 километров (по прямой) к северо-востоку от города Вельска, административного центра района. К западу от населённого пункта проходит автодорога М8.
Климат
Климат характеризуется как умеренно континентальный, с прохладным и дождливым летом. Средняя температура воздуха самого холодного месяца (января) составляет −12,7 °C; самого тёплого месяца (июля) — 18 °C. Среднегодовое количество атмосферных осадков составляет 763,7 мм.
Часовой пояс
Шипицыно, как и вся Архангельская область, находится в часовой зоне МСК (московское время). Смещение применяемого времени относительно UTC составляет +3:00.

## История
В «Списке населенных мест Российской империи», изданном в 1861 году, населённый пункт упомянут как деревня Шипицынская (Щипицынская) Шенкурского уезда (1-го стана), расположенная в 83,5 верстах от уездного города Шенкурска. В деревне насчитывалось 4 двора и проживало 25 человек (10 мужчин и 15 женщин).
По состоянию на 1920 год, в Шипичинской (Шупучинской) имелось 8 дворов и проживал 41 человек (13 мужчин и 28 женщин). В административном отношении деревня входила в состав Воскресенского общества Воскресенской волости Шенкурского уезда.

## Население
| 2002 | 2010 | 2012 | 2014 |
| ---- | ---- | ---- | ---- |
| 25   | ↘16  | ↗23  | →23  |

Национальный состав
Согласно результатам переписи 2002 года, в национальной структуре населения русские составляли 100 %.